# Almindelig gedehams
Almindelig gedehams (Vespula vulgaris), også blot kaldet hveps, er et årevinget insekt fra familien gedehamse. Det er en af de almindeligste hvepsearter i Danmark og er i øvrigt udbredt i store dele af den nordlige halvkugle. Den er indført til Australien og New Zealand.

## Kendetegn
Dronningen af den almindelige gedehams bliver op til 20 millimeter lang. Arbejderne er tydeligt mindre, 11-14 millimeter. Dronerne når en kropslængde på 13-17 millimeter.
Den almindelige gedehams kan skelnes fra den meget lignende tyske gedehams på tegningen på mundskjoldet (Clypeus). Mens den tyske gedehams her har 1-3 sorte prikker eller en lille, lige, sort streg, har den almindelige gedehams en bredere sort streg, der er udvidet forneden og derfor ligner et anker. Den gule og sorte bagkropstegning er meget variabel og kan ikke anvendes til en sikker artsbestemmelse.

## Levevis

### Føde
De voksne dyr (imagines) lever overvejende af nektar og andre sukkerholdige plantesafter. Larverne bliver fodret med insekter, der i forvejen er tygget til en grød. I søgen efter føde indfinder den almindelige gedehams sig ofte på menneskers kager eller andre sukkerholdige ting, og lader sig kun meget nødigt fordrive igen herfra.

### Bygning af boet
Fra midten af april kan man se den befrugtede dronning på jagt efter føde og et egnet sted for boet. Som næringskilde i denne tid tjener f.eks. nektaren fra pilens blomster. Efter cirka 2-3 ugers søgning efter føde og redeplads, bygger den almindelige gedehams sit bo af tyggede træfibre sammenblandet med spyt på mørke og beskyttede steder.
Ofte anlægges boet underjordisk i muse- eller muldvarpehuller, der udvides efterhånden som boet bliver større. I folkemunde kaldes disse hvepse for "jordhvepse", men også lofter og andre mørke hulrum ved eller i bygninger benyttes. Det første bo består af syv celler til ynglen (en i midten og seks rundt om), der placeres hængende i hulrummet og er omgivet af et kugleformet papirhylster med et indflyvningshul nederst.

### Dannelse af samfundet
Dronningen lægger et æg i hver af cellerne. Kort før lægningen befrugtes ægget af sæd, som hun har i et specielt organ (spermateket), hvor det har været gemt siden efteråret. Yngelplejen og bygningen af boet forestås i denne fase af dronningen, der stadig er alene. Larverne fodres af hende med en grød af insekter, som hun har tygget forud. Efter fodringen afgiver larverne sukkerholdige dråber, der til gengæld tjener til at ernære dronningen og samtidig er den eneste mulighed for larverne for at komme af med væske. Først kort før forpupningen afgiver larverne ekskrementer. På den måde forhindres, at der opstår råd i boet på grund af tilsmudsning. På grund af dronningens udskillelse af feromoner udvikler larverne sig ikke til forplantningsdygtige hunner, men kun til golde arbejdere, hvortil dronningen overgiver det videre arbejde med boet og fremskafningen af føde. Dronningen kan herefter udelukkende koncentrere sig om æglægningen. Arbejderne føjer efterhånden yderligere etager af cellekager til boet. Cellekagerne sidder vandret under hinanden, forbundet af bjælker. Hylsteret omkring boet gøres større ved at føje nye lag til og samtidig afgnave de inderste hylstre, så der bliver plads til flere celler. De nye lag virker desuden varmeisolerende.

### Gedehamsens samfund
Antallet af arbejdere og dermed også boets størrelse tiltager hurtigt og vokser som regel til 3.000-4.000 individer. Meget store samfund kan omfatte op til 10.000 individer, i ekstreme tilfælde indtil 50.000.
Samfundet er organiseret med en bestemt arbejdsdeling, hvilket betyder at individerne enten er beskæftigede med bygning af boet, rengøring af celler, fodring af larver, omsorg for dronningen eller hentning af føde. Yngelplejen er lige så intensiv som hos bier. I modsætning hertil findes der hos gedehamsene ingen dans, der oplyser om afstand og retning i forhold til fødekilder.
På grund af en forringet feromonafgivelse fra dronningen og bedre omsorg for larverne udvikler der sig om sensommeren eller efteråret frugtbare hunner, den nye generations dronninger. Af ubefrugtede æg udvikler der sig hanner (droner), der dør ved gennemført parring. For at undgå indavl forlader nogle hanner boet, for at søge efter frugtbare hunner fra andre samfund og parre sig med dem.

### Undergangen og en ny begyndelse
Den gamle dronning dør oftest sidst på efteråret, og hendes samfund opløses herefter. I den tiltagende kulde dør også de sidste nu hjemløse arbejdere. Kun de unge befrugtede dronninger finder sig et beskyttet sted at overvintre. Hvor mikroklimaet er egnet, f.eks. i rådnet træ, i hulrum, under bark eller mos, kommer hun sovende igennem vinteren i en form for dvale, kaldet diapause. I det efterfølgende forår grundlægger den unge dronning et nyt samfund, idet hun begynder at bygge et bo på et egnet sted.

### Angreb og forsvar
For at kunne overmande og lamme et muligt insektbytte eller for at kunne imødegå en fredsforstyrrer eller angriber, benytter hvepsen sin brod, der modsat bierne ikke har modhagere. Hvepsen kan derfor stikke og indsprøjte gift flere gange. Stikkerefleksen findes selv ved nyligt døde dyr, selv hvis de er delt i flere dele.

## Skadevirkning

### I forhold til mennesker
Sammen med den tyske gedehams, der også har forkærlighed for menneskers mad og drikke, har den almindelige gedehams ansvaret for hvepsenes alment dårlige ry. Den almindelige gedehams regnes derfor oftest som et skadedyr. Dertil kommer at begge arter ud over deres vedholdenhed også bliver meget aggressive og uberegnelige, når man eksempelvis utilsigtet nærmer sig deres bo eller de på grund af voldsomme bevægelser føler sig truede. Når de stikker, frigøres alarmferomoner, der lokker andre hvepse til og animerer dem til også at stikke. Giften kan hos nogle mennesker føre til en allergisk reaktion.

### I forhold til en økologisk ligevægt
I begyndelsen af 1980'erne blev der i New Zealand utilsigtet indslæbt først den tyske gedehams og derefter den almindelige gedehams. På grund af manglen på naturlige fjender her og et mildt klima hele året, i det mindste i nogle regioner, har begge arter kunnet formere sig meget hurtigt. Samtidig har den almindelige gedehams næsten fortrængt den tyske gedehams, der først etablerede sig. Den almindelige gedehams danner i New Zealand samfund, der kan tælle helt op til 100.000 individer og angriber alle andre insekter, som den kan finde i trækronerne eller i skovbunden. Derfor er den her blevet til en betydelig trussel for de hjemmehørende arter. Den er f.eks. som fødekonkurrent blevet en af de største trusler mod den truede papegøje kakaen.